# قره‌بلاغ (کاغذکنان)
قره‌بلاغ یکی از روستاهای استان آذربایجان شرقی است که در دهستان کاغذکنان شمالی بخش کاغذکنان شهرستان میانه  در ۷ کیلومتری شهر اقکند ( خونج) واقع شده‌است.این روستا محل زندگی شاعر و عالم دوره قاجار ملأ محمدباقر خلخالی کاغذکنانی صاحب مثنوی ترکی ثعلیه ( تولکو ناغیلی) بوده و در سالهای اخیر در این روستا بنای یادمانی به نام این شاعر آذربایجانی توسط اداره کل فرهنگ و ارشاد استان آذربایجان شرقی احداث شده است.